# 120 PO 129 à 170

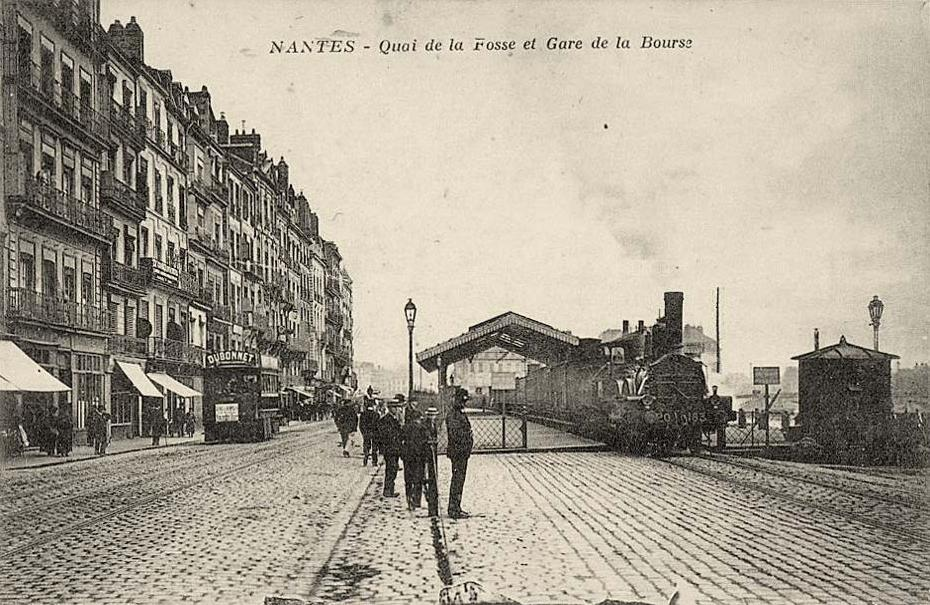
Locomotive n°163 en gare de la Bourse à Nantes.

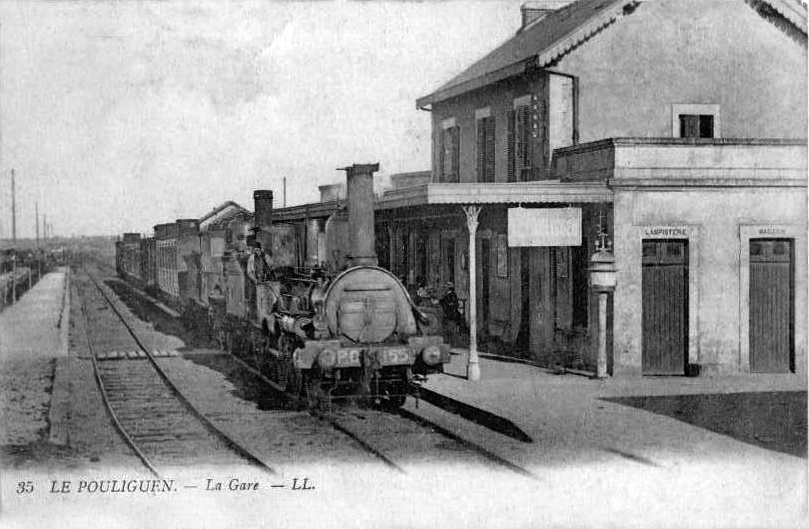
Locomotive n°159 en gare du Pouliguen.

Les 120 PO 129 à 170 sont des locomotives de la compagnie du chemin de fer de Paris à Orléans de type 120, affectées à la traction des trains rapides et express de voyageurs sur les lignes au profil facile.

## Histoire
Une série de 42 locomotives est construite entre 1862 et 1864 par les ateliers de la compagnie à Ivry avec des roues motrices de 1,84 mètres de diamètre pour les lignes au relief  peu accidenté.
Elles résultent de la transformation d'anciennes locomotives de type 111, construites en 1855-56. Les numéros d'origine sont conservés.
Les locomotives sont immatriculées dans la série 129 à 170 puis 121 129 à 121 170. En 1928, toutes avaient disparu.

## La construction
La construction se déroule dans l'ordre suivant.
N°129 à 148 Buddicom à Sotteville, en 1855-56;
N°149 à 168 Clément Désormes à Oullins, en 1855;
N°157 à 170 Cavé à Paris, en 1855-56;

## Caractéristiques
Empattement : 3,78 m
Poids à vide : 27,390 t
Poids en charge : 30,210 t
Poids du tender : 16,950 t
Capacité en eau du tender : 10 000 litres
Capacité en charbon du tender : 4,2 t
Diamètre des roues motrices : 1,83 m
Diamètre et course des cylindres : 400 x 600 mm
Pression dans la chaudière : 8 Bars
Surface de grille : 1,18 m2
Surface de chauffe : 102.97 m2 